# Bête du Cézallier
Bête du Cézallier désigne plusieurs animaux carnivores non-anthropophages à l'origine d'une série d'attaques sur les troupeaux. La première attaque est mentionnée en 1946.

## Histoire
De 1946 à 1951, des animaux carnassiers s'attaquent aux troupeaux domestiques du massif du Cézallier, du Sancy-Chastreix et de la Haute-Loire. En quatre ans, ils déciment le cheptel bovin et ovin de cette région du cœur de l'Auvergne. Les soupçons s'arrêtent d'abord sur une lionne échappée, mais les déprédations sont le fait des derniers loups d'Auvergne et de chiens errants. En dépit de la multiplicité d'animaux, l'expression de « Bête du Cézallier », au singulier, est passée à la postérité.
Dans le contexte de pénurie de viande et du rationnement alimentaire d'après-guerre, les évènements survenus au sein d'une France encore largement agro-pastorale prennent une ampleur nationale. Si les animaux carnassiers n'ont pas fait de victime humaine, leur mémoire est demeurée vivace parmi les populations locales. La perception des évènements chez les ruraux a été étudiée sous l'angle de l'anthropologie par l'École des hautes études en sciences sociales, en 1983,.
L'abattage d'un loup à Grandrieu (Lozère) en 1951 met un terme à l'affaire de la Bête du Cézallier. Cependant, en 1947, on trouva également une lionne échappée d'une ménagerie à Saint-Germain-du-Teil (Lozère).